# بودریکور
بودریکور (به فرانسوی: Beaudricourt) یک کمون (فرانسه) در فرانسه است که در پا-دو-کاله واقع شده‌است. بودریکور ۴٫۵۸ کیلومتر مربع مساحت دارد ۱۴۳ متر بالاتر از سطح دریا واقع شده‌است.